# Nicolas Fauvergue
Nicolas Fauvergue (Béthune, 13 ottobre 1984) è un ex calciatore francese, di ruolo attaccante.

## Palmarès

### Club

#### Competizioni internazionali
- Coppa Intertoto UEFA: 1

Lille: 2004